# Zacharia Maidjida
Zacharia Maidjida, född 5 juni 1969, är en friidrottare från Centralafrikanska republiken. Han deltog vid olympiska sommarspelen 1992.